# فراسکارولو
فراسکارولو (به ایتالیایی: Frascarolo) یک کومونه در ایتالیا است که در استان پاویا واقع شده‌است.

## خصوصیات
فراسکارولو ۲۳٫۴ کیلومترمربع مساحت و ۱٬۲۷۷ نفر جمعیت دارد.